# توپ مرواری
توپ مرواری رمانی نوشته صادق هدایت است. این کتاب در سال ۱۳۲۶ نوشته شد، اما در زمان حیات نویسنده اجازه چاپ نیافت، نخستین چاپ کتاب کامل به سال ۱۳۵۸ برمی‌گردد که به صورت زیرزمینی چاپ و منتشر شد. این کتاب در ابتدا تحت نام مستعار هادی صداقت منتشر شد.احتمالا این کتاب آخرین کار داستانی صادق هدایت بوده است.همچنین این کتاب بلندترین کار داستانی صادق هدایت بعد از بوف کور است.

## داستان
این کتاب حکایت توپی جنگی است به نام «مرواری» (در برخی نسخه‌ها به اشتباه «مروارید» آمده‌است) این توپ جنگی پس از طی مسیری چند صد ساله به قرن معاصر رسیده‌است. صادق هدایت با بیان گذشته و تاریخچهٔ این توپ و شرح گذر این توپ از دریچهٔ تاریخ، از تاریخ جهان سخن رانده و زمین و زمان از تیغ تند انتقادش در امان نمانده‌است. توپ مرواری طی مسیری عجیب که زاییدهٔ تخیّل قوی نویسنده است به حکومت شاهنشاهی -در زمان زیست نویسنده- رسیده‌است. انتقاداتی تند به شاهان این سرزمین و همچنین به امامان در بخشی از این کتاب سبب شد تا کتاب توپ مرواری در هیچ‌یک از حکومت‌های پس از صادق هدایت مجوز چاپ پیدا نکند.

## مشخصه‌های کتاب
توپ مرواری را را می‌توان کتابی فارسی-عربی دانست و در برخی از قسمت‌های این کتاب، خواننده به ناچار بر تسلط صادق هدایت بر زبان عربی صحه خواهد گذاشت و صدالبته بازنویسی آیات قرآن به زبان طنز بدین گونه تنها از این نویسنده بر می‌آید.
این کتاب از نظر زبان بیان، بی پرده و صریح بوده و الفاظ خارج از عرف در آن موج می‌زند. الزاماً این کتاب از نظر پژوهشی تأیید شده نیست و صرفاً به بیان عقاید شخصی هدایت بر می‌گردد و ممکن است در برخی از موارد به زیاده‌گویی افتاده باشد.
شایان ذکر است به دلیل عدم چاپ رسمی،نسخه اصلی توپ مرواری سرشار از ایرادات چاپی و غلط‌های املایی ست که هیچ‌گاه در چاپ‌های زیرزمینی خود تصحیح نشده‌  و در نهایت تاسف به همان گونهٔ پراشتباه هم‌اکنون در دسترس خوانندگان است.
در سال ۱۳۹۷ این کتاب توسط انتشارات آوای بوف به همت آقای قاسم قره داغی بصورت کتاب الکترونیک  و کتاب صوتی تصحیح، روخوانی و نشر یافته است.

## دلیل نامگذاری کتاب

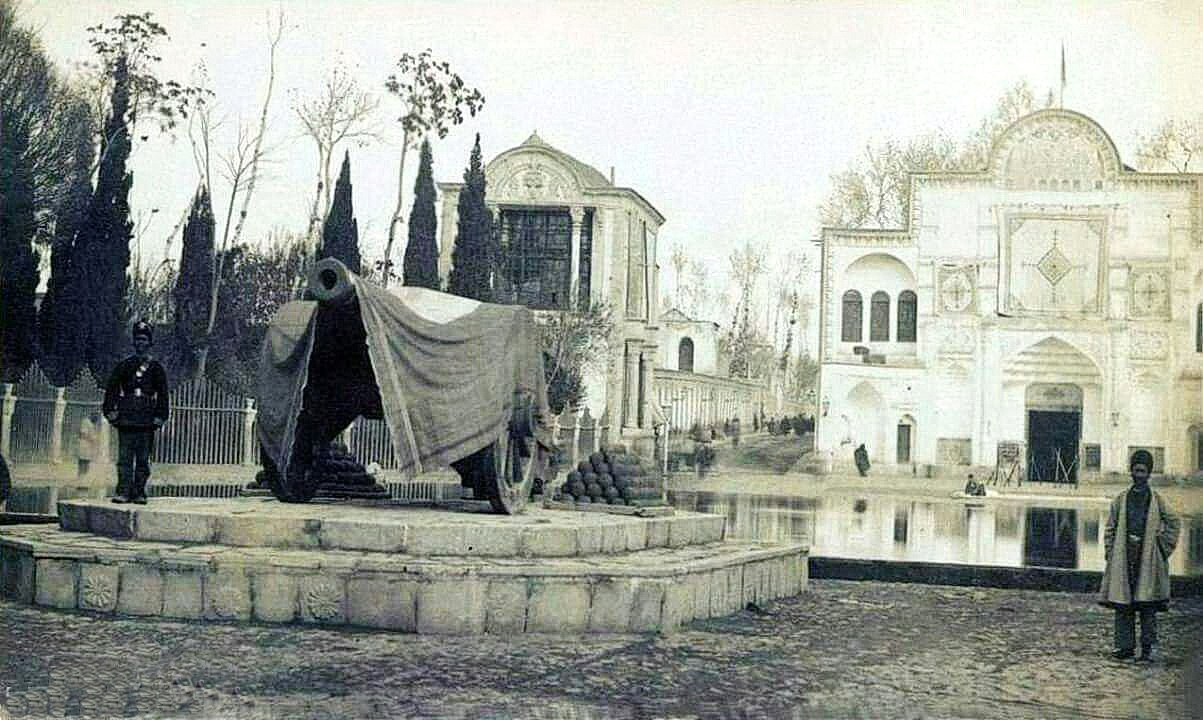
توپ مرواری در میدان ارگ تهران عهد ناصری

توپ مرواری، یک توپ نظامی بزرگی واقع در میدان ارگ تهران قدیم، روبروی نقاره‌خانه قدیم. وجه تسمیه این توپ معلوم نیست اما برخی (کتیرائی، ۱۳۷۸) علت نام‌گذاری را چند رشته مروارید ذکر کرده‌اند که به دهانه توپ آویزان بوده‌است. نوشته حک شده روی توپ نام سازنده آن را اسماعیل اصفهانی و سال ساخت آن را ۱۲۳۳ (به امرفتحعلی شاه قاجار (حکومت: ۱۲۱۲–۱۲۵۰)) ذکر کرده‌است. این توپ هم‌اکنون در ورودی ساختمان شماره هفت وزارت امور خارجه (باشگاه افسران وزارت جنگ) قرار دارد.
این توپ در فرهنگ عامه حائز اهمیت بوده‌است به نحوی که در دوران قاجار خرافات بسیاری پیرامون آن شکل گرفت و مردم برای گرفتن حاجتهای خود به آن توسل می‌جستند. صادق هدایت کتاب توپ مرواری را در انتقاد از خرافات رایج میان مردم دربارهٔ این توپ با توجه به اوضاع سیاسی و اجتماعی آن دوره نوشت.

## چگونگی انتشار
محمدعلی همایون کاتوزیان نحوهٔ به طبع رسیدن توپ‌مرواری را چنین بیان می‌کند:
«هدایت این نوشته را برای چاپ – دست‌کم چاپ در ایران – ننوشته بود. وقتی که این کتاب را می‌نوشت، دوست نزدیک و یار غارش، دکتر حسن شهید نوراییِ اقتصاددان (۱۲۹۱–۱۳۳۰) بود که، بنا به اشارهٔ خود هدایت در یکی از نامه‌هایش به او، در نگارش این کتاب به نحوی مشارکت داشت. البته روشن است که نوشته نوشتهٔ هدایت است، ولی چیزهایی از گفت‌وگوهای شهیدنورایی را با خود در آن آورده که واضح‌ترین نمونه‌اش اشاره به مکتب اقتصادی مرکانتیلیسم است. وقتی شهیدنورایی در مقام وابستهٔ اقتصادی ایران به پاریس رفت، توپ‌مرواری هنوز تمام نشده بود. هدایت بعداً متن ماشین‌شدهٔ آن را برای او فرستاد که در صورت امکان آن را – البته بدون ذکر نام واقعی نویسنده – به چاپ برساند. اما وقتی هدایت در سفر بدون بازگشتش به پاریس رفت، این کار هنوز انجام نشده بود و شهیدنورایی دچار بیماری سختی بود که منجر به مرگ او شد. هدایت متن کتاب را از او پس گرفت و در سفر کوتاهی که ابوالقاسم انجوی شیرازی (۱۳۰۰–۱۳۷۲) از ژنو به پاریس کرد، آن را به او داد. انجوی پس از بازگشت به ایران بخش‌های کمی از آن را در روزنامه‌اش، آتشبار، به چاپ رساند که پس از ۲۸ مرداد توقیف شد.»

## نقد
این کتاب حاصل طبع فوق‌العادهٔ صادق هدایت در نویسندگی بوده و می‌توان اظهار داشت نقطه قوت کتاب قدرت بیان صادق هدایت و چگونگی استعمال لغات است. سجع‌های متعدد، متن‌های عربی دستکاری شده، اشعاری مندرآوردی، تخیل داستان‌نویسی، بی‌آلایشی بیان، گستاخی در کلام تنها بخشی از نکات این کتاب است.
همچنین کتاب فوق به سبب نقدهای تند به دین اسلام، شاید در ابتدای امر ذوق خوانندهٔ مسلمان را کور کند اما باید به خاطر داشت که قدرت بیان نویسنده فارغ از محتوای کتاب بوده و دنبال کردن ماجراهای کتاب لزوماً دلیلی برهم فکری و هم رایی با نویسنده نیست.
این کتاب بسیار صریح بوده و هدایت در استفاده از هر لفظی در این کتاب ابایی نداشته‌است. از نام بردن صریح آلت تناسلی گرفته تا برگرداندن آیات قرآن و تعبیر و تفسیرهای خاص خودش.
توپ مرواری از آخرین آثار او و نشانهٔ ادامهٔ نقدش به سنت و آداب است که به همین علت نیز مدت‌ها ممنوع بود.
هیجان ممنوعیت به جذابیت آن خواهد افزود. در حالی که برای هدایت شاید هدف از به‌کارگیری آن، همان‌طور که خودش آشکارا می‌گوید نوشتن خرافات و موهومات برای براندازی آن‌هاست. پس هدف اسطوره‌زدایی بوده‌است.
اما این براندازی خرافات در جهت تغییر نگرش بود نه حذف فیزیکی نگرنده - هدایت با بهره از زبان توده و تیپ‌سازی از این اشخاص، حضور آنان در جامعه را به‌رسمیت شناخته، اما بینش و منش آن‌ها را تأیید نکرد و این خود نوعی بینش اگزیستانسیالیستی هدایت را می‌رساند: تحمل دیگری.